# Ballada o Janku Wiśniewskim
Ballada o Janku Wiśniewskim – ballada opisująca zastrzelenie Zbyszka Godlewskiego 17 grudnia 1970 w Gdyni, a w szerszym kontekście wydarzenia Grudnia 1970.
Autorem tekstu (uznawanego często za anonimowy) jest Krzysztof Dowgiałło, a muzykę skomponował w 1980 Mieczysław Cholewa, który (jak się później okazało) był tajnym współpracownikiem SB. Najbardziej znaną wersję Ballady o Janku Wiśniewskim (filmy „Człowiek z żelaza”, „Psy”, „Czarny czwartek”) skomponował Andrzej Korzyński. Według historyka dr. Piotra Brzezińskiego utwór został napisany na gorąco, tuż po tragedii grudniowej, o czym świadczyć miało odnalezienie najstarszego rękopisu z początku 1971 roku.

## Treść
Ballada inspirowana jest między innymi postacią osiemnastolatka zastrzelonego 17 grudnia 1970 roku. Tego dnia załoga Stoczni Gdyńskiej po zakończeniu dzień wcześniej strajku została ostrzelana rankiem w drodze do pracy.

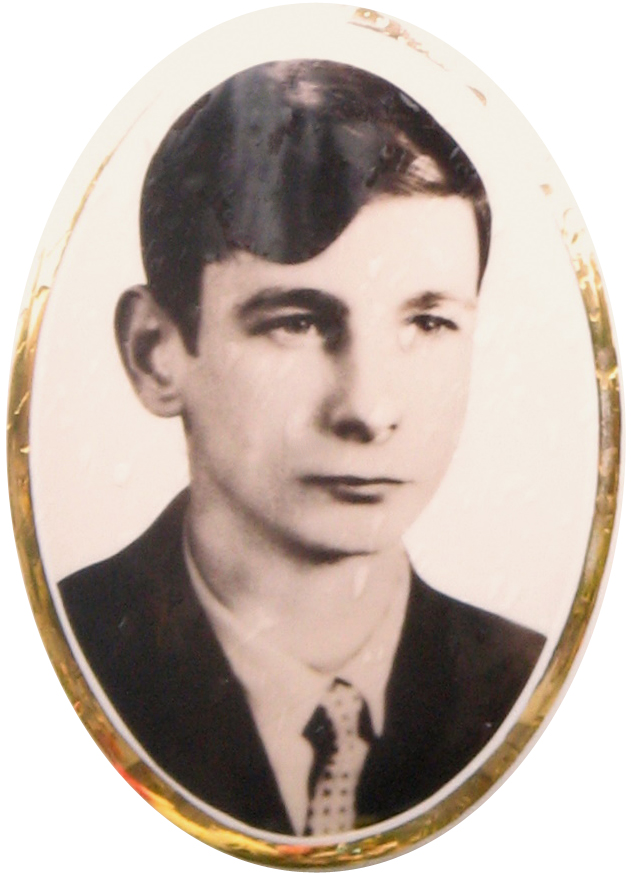
Medalion z grobu Zbyszka Godlewskiego

Autor ballady, nie znając rzeczywistych personaliów zabitego, nazwał go Jankiem Wiśniewskim. Jak wspominał – na samym początku, jeszcze w okolicach Stoczni, usłyszał okrzyk „Zabili Janka!”. Dodał do tego zasłyszane gdzie indziej nazwisko Wiśniewski i powiązał z niesionym na drzwiach zabitym, który już wówczas stał się symbolem uosabiającym ofiary masakry. Przyjmuje się, że chłopak faktycznie nazywał się Zbigniew Godlewski i został zastrzelony w trakcie starć w rejonie stacji Szybkiej Kolei Miejskiej Gdynia Stocznia. Jego ciało zostało przeniesione na czele pochodu ulicą Czerwonych Kosynierów (dziś ul. Morska), tunelem pod peronami dworca Gdynia Główna, ul. Dworcową, ul. 10 Lutego i ul. Świętojańską pod siedzibę Miejskiej Rady Narodowej przy ul. Czołgistów (dziś al. Marszałka Józefa Piłsudskiego). Jednak Andrzej Fic, opierając się na analizach zdjęć oraz zeznań świadków, uważa, że to nie jego widzimy na słynnym zdjęciu, gdy niesiony jest na drzwiach czele pochodu. Zwraca uwagę, że nie zgadzają się detale takie jak kołnierz kurtki (podziurawiona kulami kurtka Godlewskiego została zachowana), kolor włosów (wielu świadków mówiło o blondynie), rozmieszczenie ran, opisy krzyża czy miejsce pozyskania drzwi. Fic stawia więc tezę, że nie wiedzących o sobie pochodów niosących zabitego było kilka i w zbiorowej świadomości zlały się w jedno, a w piosence – w postać Janka Wiśniewskiego.
Cytat:

Chłopcy z Grabówka, chłopcy z Chyloni

Dzisiaj milicja użyła broni

Dzielnieśmy stali, celnie rzucali

Janek Wiśniewski padł

...

Nie płaczcie matki, to nie na darmo

Nad stocznią sztandar z czarną kokardą

Za chleb i wolność, i nową Polskę

Janek Wiśniewski padł

## Nawiązania
Po upadku komunizmu ulicę Juliana Marchlewskiego, biegnącą wokół gdyńskiego portu, przemianowano na ul. Janka Wiśniewskiego. Również w Pruszczu Gdańskim jedna z ulic nosi imię Wiśniewskiego.
W wersji oryginalnej utworu występują słowa: ...z czarną kokardą. Natomiast w filmie
Andrzeja Wajdy Człowiek z żelaza (1981) Krystyna Janda śpiewa zmienioną wersję: ...z czerwoną kokardą. Słowa czwartej zwrotki: ...krwi się zachciało słupskim bandytom, są aluzją do znajdującej się w Słupsku szkoły milicyjnej, z której także byli milicjanci atakujący idących do pracy. Krwawy Kociołek wymieniony w piątej zwrotce to Stanisław Kociołek, przez wyrażenie kat Trójmiasta skojarzony z zarządcami polskich miast okupowanych przez Niemcy w czasie II wojny światowej. Grabówek i Chylonia to nazwy dzielnic Gdyni. W filmie Człowiek z żelaza (1981) w wykonaniu Krystynie Jandzie (muz. Andrzej Korzyński) towarzyszą Jacek Kaczmarski i Przemysław Gintrowski. Interpretacja Krystyny Jandy znalazła się na jednej z jej płyt (Guma do żucia).
W filmie Władysława Pasikowskiego Psy (1992) znalazła się scena, w której pijani dawni funkcjonariusze Służby Bezpieczeństwa, obecnie będący policjantami, śpiewają Balladę, niosąc na ramionach swojego zamroczonego alkoholem kolegę, kpiąc z tragedii i z utworu, będącego ważną pieśnią, symbolem dla strajkujących robotników. Wywołało to szereg głosów oburzenia ze strony środowisk solidarnościowych i oskarżenia o szarganie świętości.
W filmie Antoniego Krauzego Czarny czwartek (2011) Balladę o Janku Wiśniewskim wykonuje Kazik Staszewski. Do piosenki powstał teledysk promujący film. Utwór w jego wykonaniu opublikowano w albumie Bar La Curva / Plamy na słońcu (2011) grupy Kazik na Żywo. Ponadto został wydany (w dwóch wersjach) jako część płyty ze ścieżką dźwiękową z filmu skomponowaną przez Michała Lorenca.
Piosenkę podczas Koncertu dla Niepodległej 10 listopada 2018 na Stadionie Narodowym w Warszawie dla 37-tysięcznej publiczności wykonali: Olga Szomańska i Michał Kowalonek.

## Inni wykonawcy
Inni wykonawcy:
- Nauka o Gównie (punk rock)[14]
- Nordica (RAC, rock tożsamościowy)[15][16]
- Irydion (rock tożsamościowy)[17][18].